# Gunnaropsis
Gunnaropsis is een geslacht van uitgestorven kreeftachtigen uit de klasse van de Ostracoda (mosselkreeftjes).

## Soorten
- Gunnaropsis cristata Spjeldnaes, 1963 †
- Gunnaropsis narberthensis Jones (C. R.), 1986 †
- Gunnaropsis subvexa Jones (C. R.), 1986 †